# Суперзвезда
Суперзвезда́ — распространённое неофициальное звание эстрадных исполнителей, предполагающее широкую известность и повышенную популярность у народных масс; «сверхзвезда», более чем звезда.
В 1960-х и 1970-х годах суперзвёздами Уорхола называли часть его окружения, которую художник активно задействовал в своих фильмах, а также ставил на обложку издания Interview вперемешку с настоящими общенациональными звёздами.